# 沙姆舒德鄉
47°21′N 22°57′E / 47.350°N 22.950°E
沙姆舒德鄉（羅馬尼亞語：Comuna Șamșud, Sălaj），是羅馬尼亞的鄉份，位於該國西北部，由瑟拉日縣負責管轄，面積18平方公里，海拔高度257米，2007年人口1,795，人口密度每平方公里102人。